# Peter Vanneck
Peter Beckford Rutgers Vanneck (ur. 7 lutego 1922 w Londynie, zm. 2 sierpnia 1999 tamże) – brytyjski polityk, inżynier i menedżer, pilot wojskowy, poseł do Parlamentu Europejskiego I i II kadencji.

## Życiorys
Syn polityka, gubernatora Wiktorii Williama Vannecka oraz Amerykanki Margaret Eleanor Crosby. Kształcił się w szkołach średnich w Australii i Wielkiej Brytanii. W 1940 ukończył Royal Naval College jako midszypmen, w 1941 wypromowany do rangi kapitana. Od 1940 do 1949 służył w Royal Navy, służył m.in. na pokładzie HMS King George V (1939) podczas walk na Oceanie Atlantyckim i w Afryce Północnej, dowodził też małymi jednostkami pływającymi. W 1945 rozpoczął szkolenia z pilotażu, przeszedł wówczas do Fleet Air Arm.
Od 1949 studiował w Kolegium Trójcy Świętej w Cambridge, gdzie uzyskał tytuł Master of Arts w zakresie inżynierii. W 1953 kształcił się na Uniwersytecie Harvarda, uzyskał honorowy tytuł Doctor of Science w City University. Należał do stowarzyszeń zawodowych inżynierów i pilotów. Jednocześnie działał w eskadrach w Cambridge i Harvardzie, a od 1950 służył w pomocniczych siłach lotniczych Royal Auxiliary Air Force. Uzyskiwał promocję do rang lejtanta (1951), kapitana i inspektora (1962). Stacjonował w jednostkach w Londynie, Ipswich i Eastbury. Odszedł z lotnictwa w 1973 ze stopniem komandora lotnictwa (uzyskanym w latach 60.). W latach 60. i 70. zajął się działalnością biznesową w branży przemysłowej i bankowej. Był maklerem w spółce Rowe & Pitman, został wiceprzewodniczącym rady London Stock Exchange.
Zaangażował się w działalność polityczną w ramach Partii Konserwatywnej. Działał w ramach samorządu City of London Corporation, zajmował honorowe funkcje Zastępcy Lejtanta Londynu (1970), Szeryfa Londynu (1974) i Lorda Majora Londynu (1977–1978). Od 1978 do 1979 był nadto Wysokim Szeryfem Suffolk. W 1979 i 1984 wybierany posłem do Parlamentu Europejskiego, przystąpił do frakcji Europejscy Demokraci. W 1989 nie uzyskał reelekcji.

## Odznaczenia i wyróżnienia
Odznaczony m.in. Krzyż Sił Powietrznych (1953), Orderem Imperium Brytyjskiego IV klasy (1963) i I klasy (1977), Orderem Świętego Jana Jerozolimskiego (1965), Orderem Łaźni III klasy (1973). Wyróżniony także m.in. brytyjskim Air Efficiency Award (1954), francuską Legią Honorową III klasy (1981) oraz belgijskim Orderem Korony II klasy (1983). Był wolnomularzem i sędzią pokoju, pełnił także różne funkcje honorowe, w tym od 1963 do 1979 przy królowej Elżbiecie II.